# Цвијетин Тодић
Цвијетин Тодић (1910 — 1947) био је припадник Југословенске војске у отаџбини као командант Озренског корпуса током Другог светског рата.

## Биографија
Тодић је рођен у озренском селу Стријежевици 1910. Основну школу је завршио у Трбуку, а два разреда гимназије у Тузли. Због сукоба са једним професором на националној основи је избачен из школе и зато се вратио се кући на пољопривредне послове. Живио је у заједничком кућанству са још три брата. Цвијетин тридесетих година оженио са Тривуном Топаловић из Стријежевице, са којом је добио троје дјеце. Југословенску војску је служио у Сарајеву као пјешадинац, гдје добија чин поднаредника.

### Други свјетски рат
Након слома Краљевине Југославије активно се укључује у припрему српског устанка на Озрену. Када је Њемачка напала СССР, из Зенице је избјегао Тодор Вујасиновић, стигао на Озрен и успоставио односе са угледним људима. Са Цвијетином је био у сталној вези и ноћима су договарали припрему устанка.
У љето 1941. године маглајски жандари и усташе Независне Државе Хрватске су ухапсиле Тодића и спровеле у маглајски затвор, гдје је подвргнут једномјесечном мучењу. Из затвора је пуштен након обећања брата Ристе да ће предати властима НДХ сакривено оружје.
Недовољно опорављен од тешких удараца и безграничног малтретирања, Тодић је командовао устаничком групом која је имала задатак уништавања њемачких магацина муниције на Усори, приликом напада на Добој августа 1941. године. Успјешно окончана акција на Усори опредијелила је Тодићев ратнички пут. Првих дана устанка изабран је за команданта устанка на добојском сектору. Лично је командовао у борбама на Трбуку и Осојници против Нијемаца септембра 1941. године. Тада је први пута рањен.
Необично херојство и вјештину командовања исказује у новембарским борбама против Нијемаца и усташа, а у јануару наредне, 1942. године једино се његова јединица (батаљон) није помјерила са брањеног територија. У контраударима у рејону Преслице, Ђукиног крста и Стријежевице успио је разбити Витешку бојну бранилаца Вишеграда; убити и заробити преко триста непријатељских војника. Тада постаје истински вођа озренског народа, што је у наредним борбама, све до првог потписаног примирја, стално доказивао на терену.
Након априлске идејно-политичке диференцијације међу борцима Озренског одреда 1942. године, Цвијетин Тодић је изабран за команданта Четничког одреда. Симпатизери комуниста су те и наредне године безуспјешно извели два атентата на њега. Трећи атентат на команданта Озрена покушали су да изведу Нијемци, али такође безуспјешно.
Цвијетин Тодић је, заједно са другим четничким заповједницима, склопио споразум о сарадњи са властима НДХ 28. маја 1942. у селу Липац. Договорено је признање НДХ и њеног поглавника, прекид непријатељстава са НДХ и пружање борбене подршке снагама НДХ у борби против партизана. Усташе су се обавезале препустити четницима самоуправу на њиховој територији, уз контролу органа НДХ, дозволити четницима ношење оружја ради борбе против партизана, снабдијевати четнике муницијом, збрињавати четнике рањене у борби против партизана у болницама НДХ и слично.
Успостављањем примирја са властима Независне Државе Хрватске, којим је озренска територија добила одређену аутономију, формирана је ефикасна цивилна власт у пет општина, а потом четнички одред преформиран у корпус. За команданта корпуса именован је Цвијетин Тодић.
Велика непријатељска офанзива на озренске четнике, априла 1943. године сломљена је на Краљици (врх Озрена) у крвавим, вишедневним борбама са њемачким формацијама и припадницима „Вражије дивизије”. Цвијетин Тодић је у тим борбама други пута рањен.
У љето 1943. године унапријеђен је у чин капетана Југословенске војске у отаџбини, а наредне године је унапријеђен у чин мајора због успјешних борби против партизанских јединица. Крајем фебруара 1945. године унапријеђен је у чин потпуковника. У октобру 1944. године одликован је Карађорђевом звијездом са мачевима трећег реда, а одликовање је уручио начелник штаба Врховне команде ЈВуО Драгољуб Михаиловић у селу Бољанић на Озрену.
Када су након слома фашизма у Југославији власт преузели комунисти, предвођени Јосипом Брозом Титом, Цвијетин Тодић је са остатком најоданијих бораца прешао на герилско ратовање. Два пута је до своје смрти успио изненадити и разбити организоване потјерне јаче јединице УДБА-е; први пута у Бољанићу септембра 1945. године и други пута у Кожухама на Требави.
Потпуковник Цвијетин Тодић је пао у руке УДБА-е јула 1947. године код Брезика. Убијен је непосредно послије хапшења у Раичеву код Брезика, гдје је одмах и тајно закопан. Посмртни остаци му никада нису пронађени, нити се икада ико усудио да их тражи.
Цвијетину Тодићу је подигнут споменик на врху његовог родног села Стријежевице.